# Habib Essid
Habib Essid (arabe : حبيب الصيد), né le 1er juin 1949 à Sousse, est un homme d'État et ingénieur agricole tunisien, 14e chef du gouvernement de la Tunisie indépendante du 6 février 2015 au 27 août 2016 et le premier depuis la promulgation de la Constitution du 7 février 2014, sous la présidence de Moncef Marzouki.
Ayant occupé divers postes en rapport avec l'agriculture, il est nommé au sein du ministère de l'Agriculture en tant que secrétaire d'État sous la présidence de Zine el-Abidine Ben Ali puis devient ministre de l'Intérieur en 2011 dans le cabinet de Caïd Essebsi, alors Premier ministre de Fouad Mebazaa.
Le 5 janvier 2015, il est désigné par le président Caïd Essebsi en tant que chef du gouvernement, en sa qualité de candidat du parti vainqueur des élections législatives du 26 octobre 2014, et dispose d'un mois pour former son cabinet. Après une première composition impopulaire, il obtient la confiance de l'Assemblée des représentants du peuple le 5 février et prend ses fonctions avec son gouvernement le lendemain, succédant ainsi à Mehdi Jomaa.
Le 30 juillet 2016, son gouvernement est renversé par un vote de confiance à l'Assemblée : 118 voix se prononcent contre lui et trois en sa faveur. 

## Études et carrière professionnelle
Fils de maçon, issu d'une famille qui compte sept enfants, il obtient une maîtrise en sciences économiques de la faculté de droit et des sciences économiques de l'université de Tunis en 1971. Par la suite, il postule pour une bourse aux États-Unis pour préparer un master en économie agricole. Il se rend à l'université du Minnesota et y passe trois années,,.
De retour au pays, il entame sa carrière au sein du ministère de l'Agriculture où il est chargé, de 1975 à 1980, des études d'irrigation agricole au sein de la direction générale du génie rural. Il est nommé PDG de l'Office de mise en valeur des périmètres irrigués de Gafsa et du Jérid, fonction qu'il exerce de 1980 à 1988. Il est par ailleurs PDG de la Compagnie des transports par pipelines au Sahara de juin 2003 à novembre 2004.
De 2004 à 2010, Habib Essid occupe le poste de directeur exécutif du Conseil oléicole international dont le siège est à Madrid.

## Carrière politique
Il occupe d'abord les fonctions de chef de cabinet du ministre de l'Agriculture, Mohamed Ben Rejeb, entre 1993 et 1997. Ce dernier l'emmène avec lui au ministère de l'Intérieur lors du remaniement ministériel du 22 janvier 1997. Habib Essid garde ce dernier poste avec les ministres Ali Chaouch et Abdallah Kallel, jusqu'au 23 janvier 2001. Il occupe ensuite le poste de secrétaire d'État auprès du ministre de l'Agriculture, chargé de la Pêche entre le 23 janvier 2001 et le 5 septembre 2002 puis de l'Environnement jusqu'au 16 juin 2003.

### Ministre de l'Intérieur

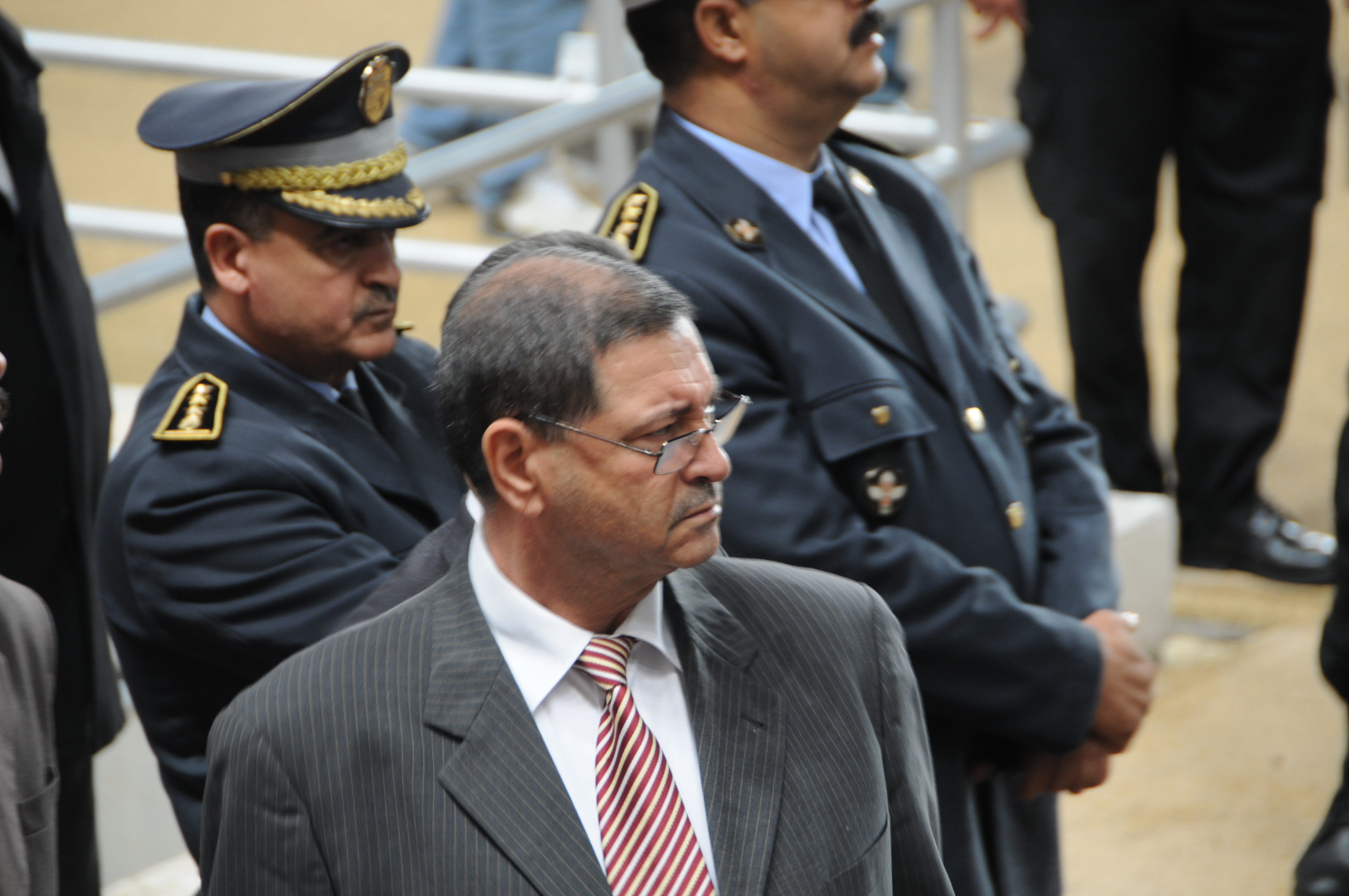
Habib Essid au stade olympique de Radès, le 19 novembre 2011.

Il est nommé ministre de l'Intérieur au sein du gouvernement de Béji Caïd Essebsi par le président par intérim Fouad Mebazaa, le 28 mars 2011, en remplacement de Farhat Rajhi ; son ministre délégué, chargé des réformes, est alors Lazhar Akremi. Accusé d'être un symbole de l'ancien régime, Caïd Essebsi le défend en déclarant que sa nomination relève de l'intérêt général.
Malgré la montée des critiques, notamment à la suite de l'affaire Rajhi, Essid appelle toutes les composantes de la société à s'unir afin de réussir à dépasser cette situation critique. Le nouveau ministre tient sa première réunion avec les hauts gradés de la garde nationale, le 2 avril 2011, et déclare qu'il est nécessaire de rompre avec les pratiques de l'ancien régime, de veiller au respect du citoyen en mettant l'accent sur la volonté du ministère d'appliquer la loi contre tout abus de pouvoir ou atteinte aux droits des citoyens, dans le contexte de réconciliation entre ces derniers et l'appareil sécuritaire.
Il garde son portefeuille à la suite du remaniement du 1er juillet. Après l'élection du 23 octobre 2011 qui voit la victoire du mouvement islamiste Ennahdha à l'assemblée constituante, Hamadi Jebali, le nomme son conseiller chargé des affaires sécuritaires, poste qu'il occupe entre avril 2012 et mars 2013 au sein de son gouvernement.

### Chef du gouvernement

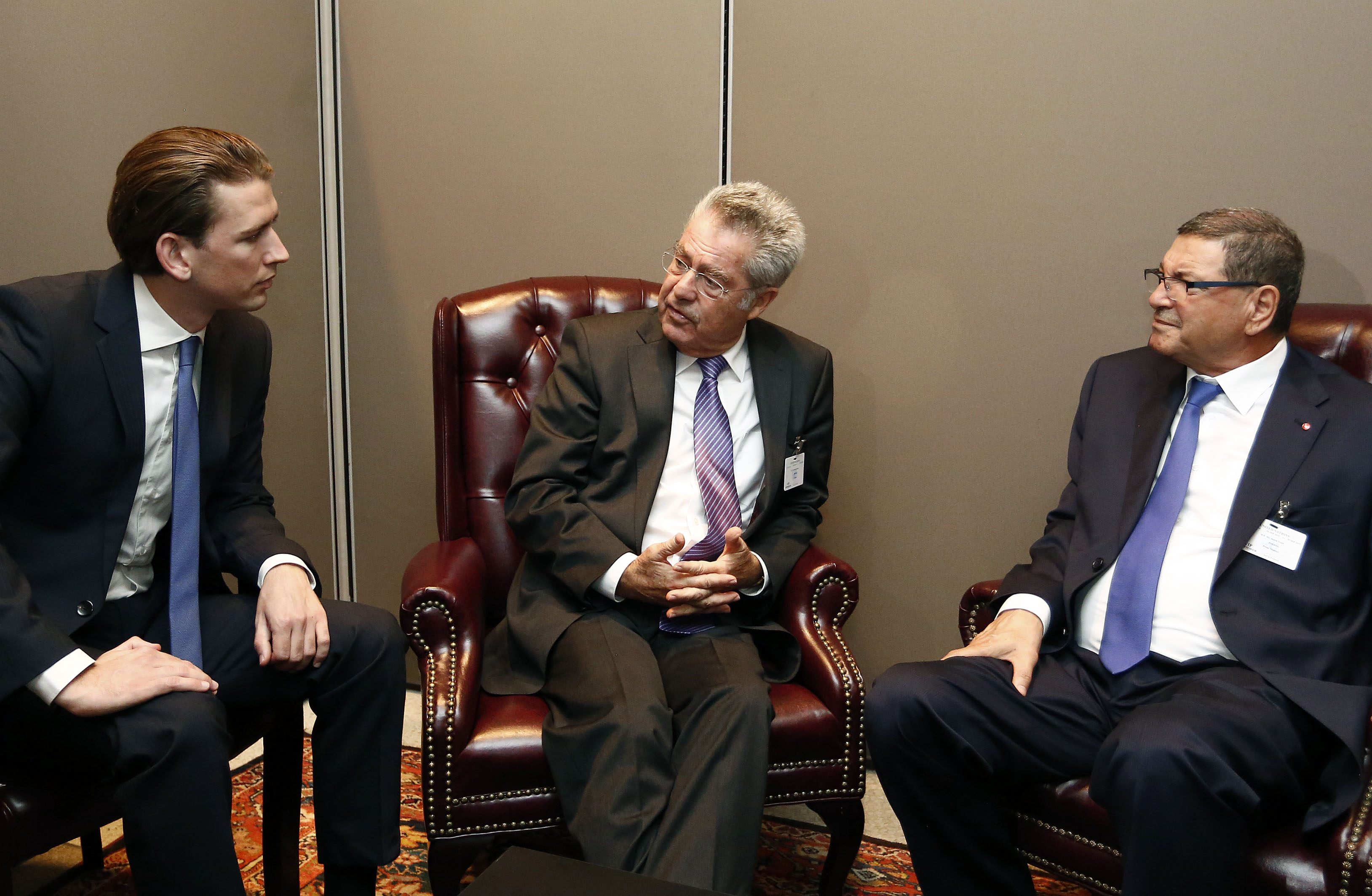
Habib Essid, Heinz Fischer et Sebastian Kurz au siège des Nations unies à New York en 2015.

Désigné chef du gouvernement le 5 janvier 2015 par le président Béji Caïd Essebsi, Essid a un mois, délai renouvelable une seule fois, pour former et présenter son gouvernement, qui doit obtenir la confiance de l'Assemblée des représentants du peuple. Après une première liste annoncée le 23 janvier et qui fait face à l'hostilité de plusieurs partis,, une nouvelle liste est annoncée le 2 février et obtient la confiance de l'Assemblée des représentants du peuple le 5 à une large majorité de 167 voix, 30 voix contre et 8 abstentions. Il prête serment le lendemain.
Le 2 juin 2016, le président Béji Caïd Essebsi lance l'idée de la formation d'un gouvernement d'union nationale, un désaveu du bilan du gouvernement Essid jugé trop peu dynamique, manquant de cohésion et isolé. Associant neuf partis et trois confédérations syndicales et patronales, il conclut le 13 juillet un accord autour d'un nouveau programme gouvernemental. Le 18, Essid annonce qu'il ne démissionnerait pas mais qu'il remettrait son mandat en jeu devant l'Assemblée des représentants du peuple. Le 30, celle-ci lui retire sa confiance ; son gouvernement ne recevant que le soutien de trois députés est dès lors considéré comme démissionnaire et gère les affaires courantes. Si Habib Essid a défendu son bilan, notamment sur le plan sécuritaire, les députés lui ont reproché la faiblesse de la lutte contre la corruption et le chômage.

### Ministre conseiller

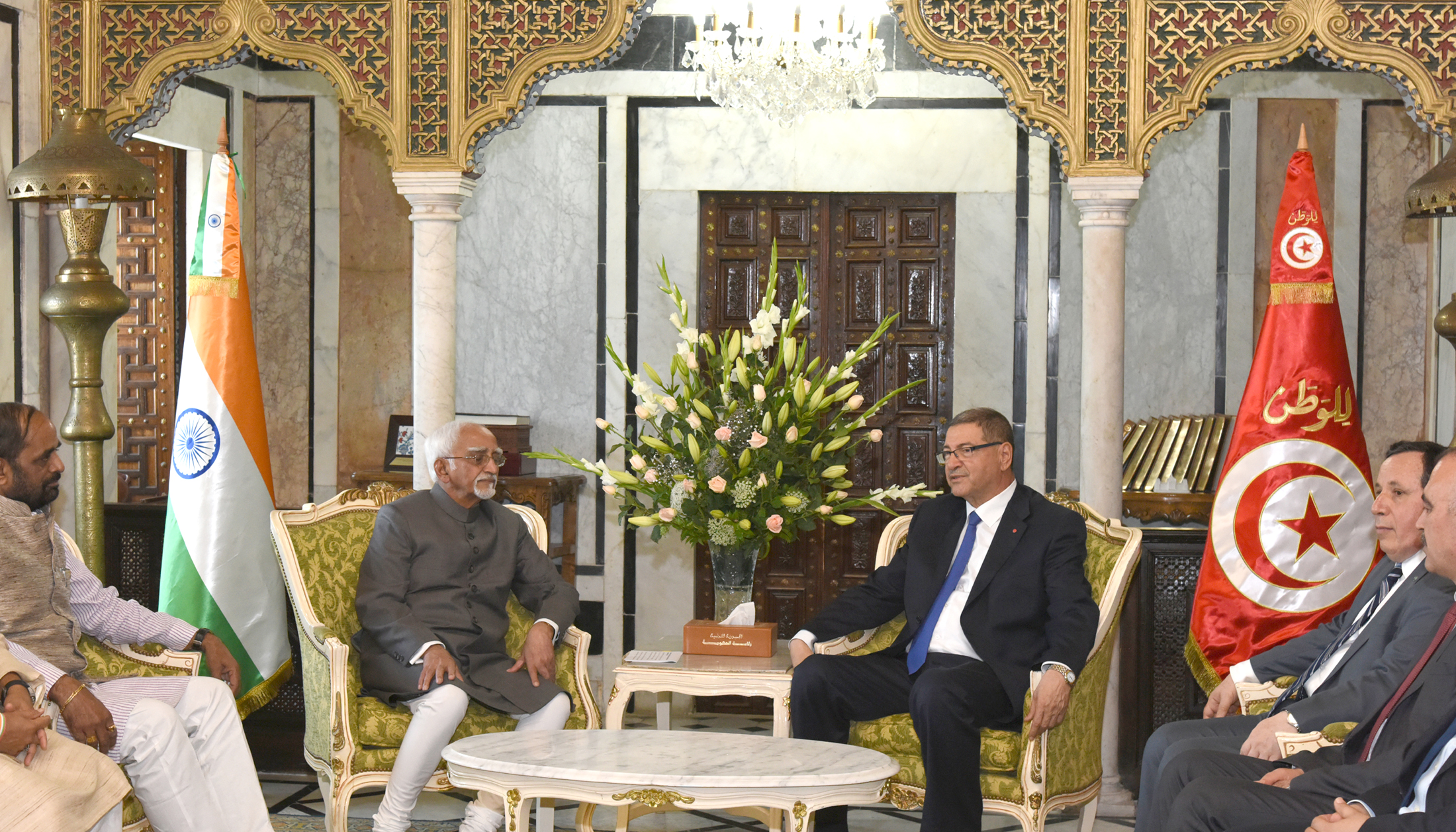
Habib Essid avec le vice-président indien Mohammad Hamid Ansari à Dar El Bey, le 2 juin 2016.

Le 6 août 2018, il est nommé ministre, conseiller spécial auprès du président de la République tunisienne chargé des Affaires politiques. Il reste à ce poste jusqu'au 22 octobre 2019, date de sa démission, effective le 1er novembre.

## Vie privée
Habib Essid est marié et père de trois enfants : son aîné travaille au Canada ; sa cadette est professeur en agroalimentaire, tandis que sa benjamine est résidente en médecine.

## Décorations
- Commandeur[24] puis grand cordon[25],[26] de l'ordre de la République tunisienne ;
- Grand officier de l'ordre national du Mérite (Tunisie)[27] ;
- Médaille Grand Vermeil de la Ville de Paris[28],[29].

## Publications
- (ar) حديث الذاكرة [« Mémoires »], Tunis, Leaders,‎ 2021, 492 p.[30].